# Heliciopsis velutina
Heliciopsis velutina är en tvåhjärtbladig växtart som först beskrevs av David Prain, och fick sitt nu gällande namn av Herman Otto Sleumer. Heliciopsis velutina ingår i släktet Heliciopsis och familjen Proteaceae. Inga underarter finns listade i Catalogue of Life.